# خارانديلا دي لا فيرا
بلدية خارانديلا دي لا فيرا (بالإسبانية: Jarandilla de la Vera)‏، هي بلدية تقع في مقاطعة قصرش والتي تقع في منطقة إكستريمادورا، غرب إسبانيا.
يبلغ عدد سكانها 3.077 نسمة وفقاً لإحصائية سنة (2002).